# Charles Wood (1. wicehrabia Halifaksu)
Charles Wood, 1. wicehrabia Halifaksu GCB (ur. 20 grudnia 1800, zm. 8 sierpnia 1885) – brytyjski polityk, członek stronnictwa wigów i Partii Liberalnej, minister w rządach lorda Russella, lorda Aberdeena, lorda Palmerstona i Williama Ewarta Gladstone’a.
Był synem sir Francisa Wooda, 2. baroneta, i Anne Buck, córki Samuela Bucka. Wykształcenie odebrał w Eton College oraz w Oriel College na Uniwersytecie Oksfordzkim. W 1826 r. został wybrany do Izby Gmin jako reprezentant okręgu Great Grimbsby. W 1831 r. zmienił okręg na Wareham. Od 1832 r. reprezentował okręg wyborczy Halifax, a od 1865 r. Ripon. Po śmierci ojca w 1846 r. został 3. baronetem.
W latach 1832–1834 był parlamentarnym sekretarzem skarbu. W latach 1835–1839 pełnił funkcję pierwszego sekretarza przy Admiralicji. W latach 1846–1852 r. był kanclerzem skarbu. Następnie stanął na czele Rady Kontroli. W latach 1855–1858 był pierwszym lordem Admiralicji, a w latach 1859–1866 ministrem ds. Indii. W 1866 r. otrzymał tytuł 1. wicehrabiego Halifaksu i zasiadł w Izbie Lordów. W latach 1870–1874 był Lordem Tajnej Pieczęci.
29 lipca 1829 r. ożenił się z Mary Grey (1807 – 6 lipca 1884), córką Charlesa Greya, 2. hrabiego Grey, i Mary Ponsonby, córki 1. barona Ponsonby. Zmarł w 1885 r. Tytuł parowski odziedziczył jego najstarszy syn, Charles.